# Christian Poirot (biathlonista)
Christian Poirot (ur. 12 września 1956 w Gérardmer) – francuski biathlonista. W Pucharze Świata zadebiutował 4 marca 1978 roku w Hochfilzen, gdzie zajął 36. miejsce w biegu indywidualnym. Pierwsze punkty (do sezonu 1997/1998 punktowało tylko 25. najlepszych zawodników) zdobył 19 lutego 1980 roku w Lake Placid, zajmując 13. miejsce w sprincie. Nigdy nie stanął na podium indywidualnych zawodów PŚ. Najlepsze wyniki osiągnął w sezonie 1984/1985, kiedy zajął 19. miejsce w klasyfikacji generalnej. W 1978 roku wystąpił na mistrzostwach świata w Hochfilzen, gdzie zajął 36. miejsce w sprincie i dziesiąte miejsce w sztafecie. Był też między innymi jedenasty w biegu indywidualnym i ósmy w sztafecie podczas mistrzostw świata w Lahti trzy lata później. W 1980 roku wystąpił na igrzyskach olimpijskich w Lake Placid, gdzie zajął 13. miejsce w sprincie i piąte w sztafecie. Brał też udział w igrzyskach w Sarajewie w 1984 roku, plasując się na 23. pozycji w biegu indywidualnym i dziewiątej w sztafecie.

## Osiągnięcia

### Igrzyska olimpijskie
| Rok  | Miejscowość | Konkurencje | Konkurencje | Konkurencje | Konkurencje | Konkurencje | Konkurencje | Konkurencje |
| Rok  | Miejscowość | IN          | SP          | PU          | MS          | RL          | MR          | SR          |
| ---- | ----------- | ----------- | ----------- | ----------- | ----------- | ----------- | ----------- | ----------- |
| 1980 | Lake Placid | –           | 13.         | nd.         | nd.         | 5.          | nd.         | –           |
| 1984 | Sarajewo    | 23.         | –           | nd.         | nd.         | 9.          | nd.         | –           |

### Mistrzostwa świata
| Rok  | Miejscowość | Konkurencje | Konkurencje | Konkurencje | Konkurencje | Konkurencje | Konkurencje | Konkurencje |
| Rok  | Miejscowość | IN          | SP          | PU          | MS          | RL          | MR          | SR          |
| ---- | ----------- | ----------- | ----------- | ----------- | ----------- | ----------- | ----------- | ----------- |
| 1978 | Hochfilzen  | –           | 36.         | nd.         | nd.         | 10.         | nd.         | –           |
| 1981 | Lahti       | 11.         | 25.         | nd.         | nd.         | 8.          | nd.         | –           |
| 1982 | Mińsk       | 21.         | 21.         | nd.         | nd.         | 11.         | nd.         | –           |
| 1983 | Anterselva  | 31.         | 38.         | nd.         | nd.         | 8.          | nd.         | –           |
| 1985 | Ruhpolding  | –           | 38.         | nd.         | nd.         | 9.          | nd.         | –           |

### Puchar Świata

#### Miejsca w klasyfikacji generalnej
| Sezon     | Miejsce |
| --------- | ------- |
| 1977/1978 | -       |
| 1979/1980 | ?       |
| 1980/1981 | ?       |
| 1981/1982 | 21.     |
| 1982/1983 | -       |
| 1983/1984 | ?       |
| 1984/1985 | 19.     |

#### Miejsca na podium chronologicznie
Poirot nigdy nie stanął na podium indywidualnych zawodów PŚ.